# الحرب الأرمانياكية-البرغونية الأهلية

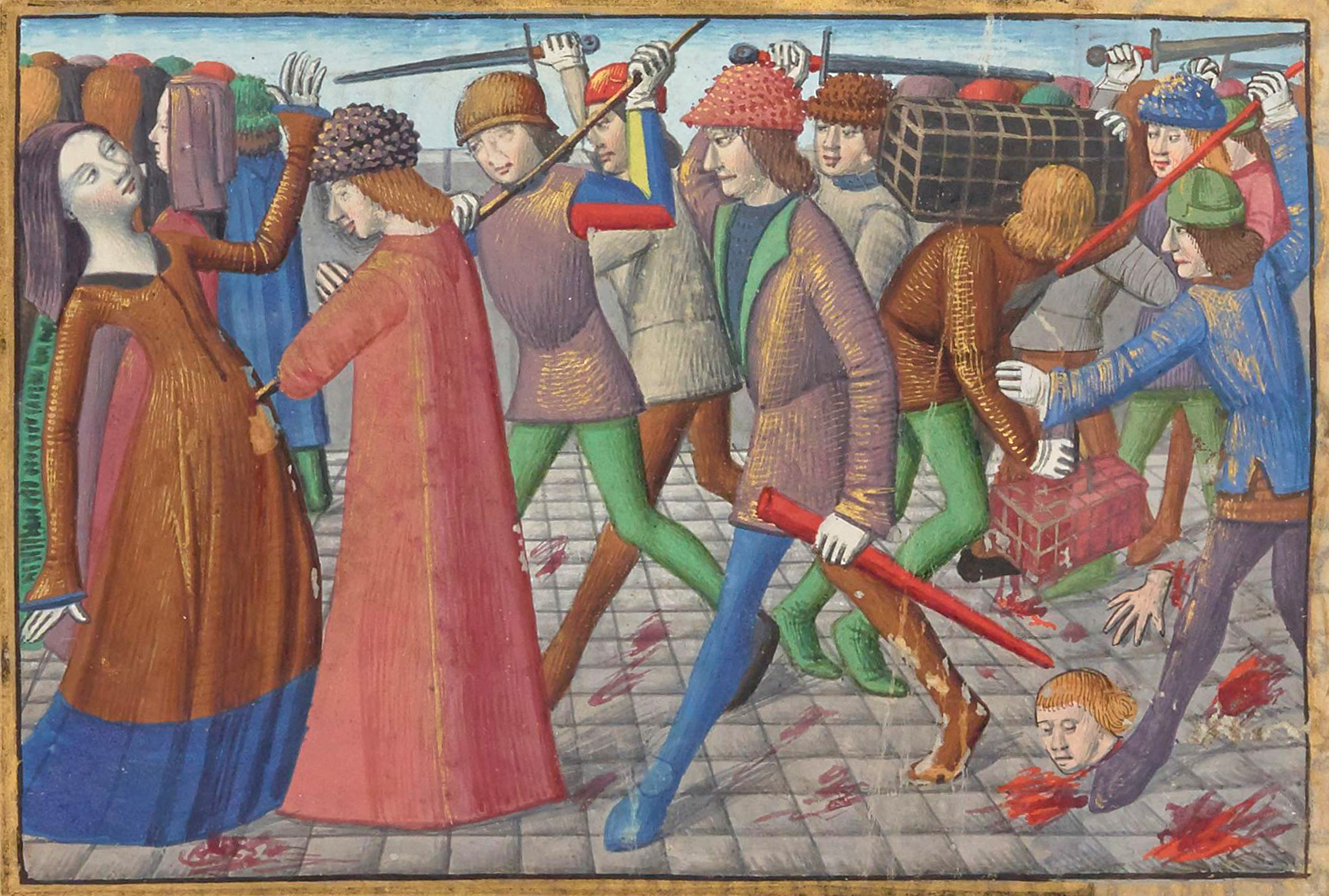
ثورة الكابوشيان (المصلحون الراديكاليون)

الحرب الأرمانياكية-البرغونية الأهلية أو الحرب الأهلية بين أرمانياك-برغونية صراع امتد منذ 1407 حتى 1435 بين فرعين من الأبناء الصغار للعائلة المالكة الفرنسية ــ عائلة أورليان (حزب فصيل أرمانياك) وعائلة فالوا-برغونية (حزب فصيل برغونية)، بدأت خلال حرب المئة عام ضد الإنجليز وتداخلت مع الانشقاق الغربي للبابوية الكاثوليكية.

## الأسباب
جمعت زعماء كلا الحزبين صلة وثيقة بالملك الفرنسي عبر القرابة الأبوية. ولهذا السبب، لُقبوا «أمراء الدم» وامتلكوا تأثيرًا مهمًا في شؤون مملكة فرنسا. شكّلت تناحراتهم ونزاعاتهم بغية السيطرة على الحكومة أساسًا للصراع، ينحدر فرع أورليان -المشار إليهم أيضًا باسم عائلة فالوا-أورليان- من لويس الأول، دوق أورليان الابن الأصغر للملك شارل الخامس (1364-1380)، في حين ينحدر عائلة فالوا-برغونية من أصغر أشقاء شارل الخامس، فيليب الجريء، دوق برغونية. كلا دوقيتا أورليان وبرغونية المسماتان على اسميهما حُكمتا كأقسومة ميراث، إذ لم يكن أي من أصحابها في المرتبة الأولى على سلم الخلافة العرش الفرنسي.
إن أسباب الحرب متأصلة في حكم شارل السادس ملك فرنسا (الابن الأكبر لشارل الخامس وخليفته) وضمن المجابهة بين نظامين اقتصاديين واجتماعيين ودينيين مختلفين. فمن ناحية لدينا فرنسا، دولة قوية جدًا في الزراعة مع نظام إقطاعي وديني متين، ومن ناحية أخرى هناك إنجلترا، بلد يساعد مناخه الممطر على الرعي وتربية الأغنام وحيث كان للحرفيين والطبقات المتوسطة والمدن أهميتهم، كان البرغونيين مؤيدين للنموذج الإنجليزي (سيما وأن كونتية فلاندرز التي كان تجار القماش فيها بمثابة السوق الرئيسي للصوف الإنجليزي، تنتمي إلى دوق برغونية) في حين دافع الأرمانياك عن النموذج الفرنسي، وعلى نفس المنوال استحث الانشقاق الغربي انتخاب البابا المزيف كليمنت السابع المدعوم من الأرمانياك المتمركزين في أفينيون، والذي عارضه بابا روما أوربان السادس المدعوم من الإنجليز.

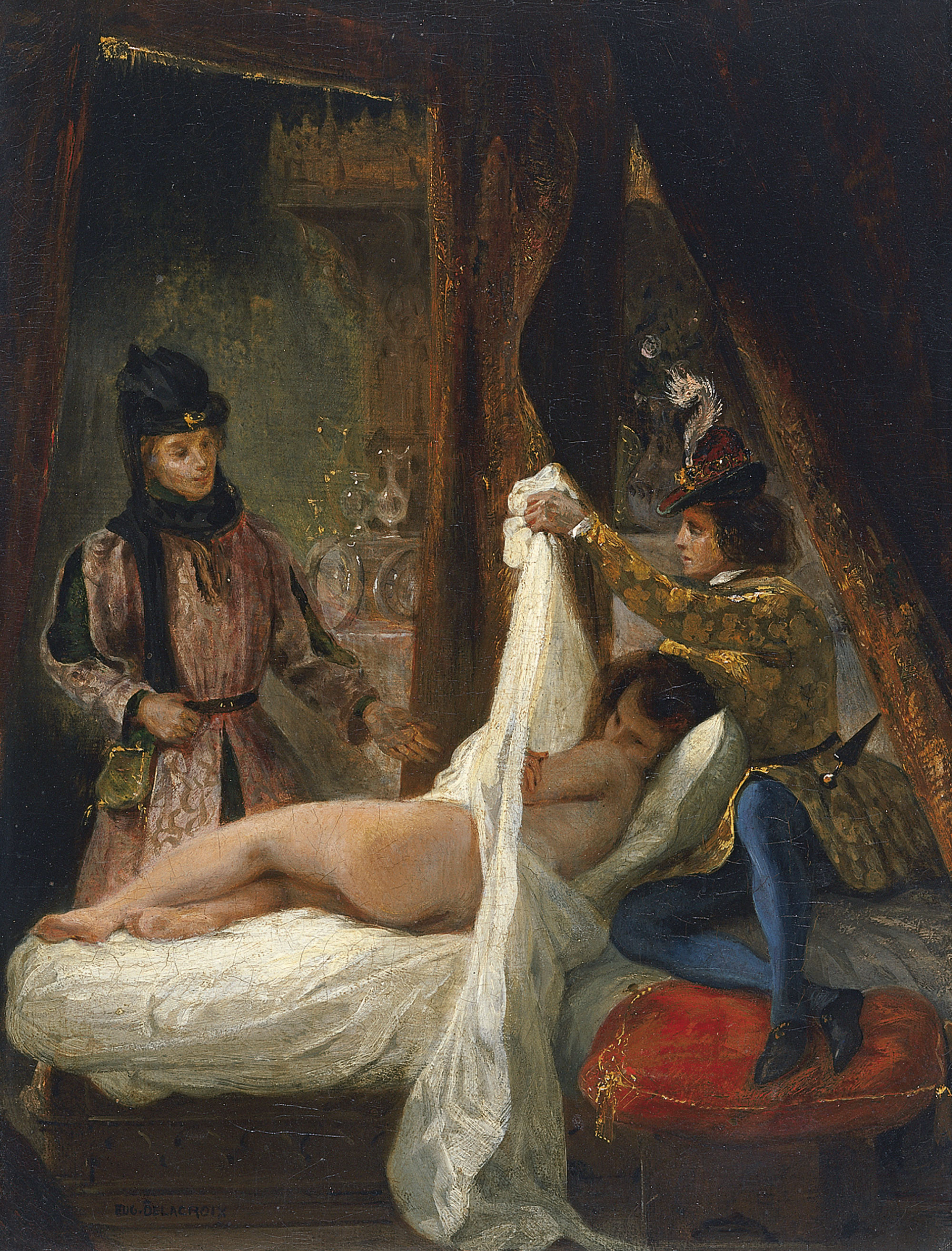
لويس دوق أورليان كاشفًا عن عشيقته، أوجين ديلاكروا

ومع إصابة شارل السادس نفسيًا، ترأست زوجته إيزابو البافارية منذ 1393 مجلس الوصاية بأعضائه المتمثلين بغراندييّ المملكة. كان لعم شارل السادس فيليب الجريء، دوق برغونية -الذي خدم كوصي العرش خلال فترة سن قصور الملك (منذ 1380 حتى 1388)- تأثيرًا عظيمًا على الملكة (إذ كان قد رتب للزواج الملكي أثناء فترة وصايته). ولكن انزاح هذا التأثر تدريجيًا نحو لويس الأول، دوق أورليان شقيق الملك، واشتُبه بأمره بأن يكون عشيق الملكة. وعند وفاة فيليب الجريء تقلد ابنه جان الجسور (الذي كان أقل ارتباطًا بإيزابو) نفوذه في البلاط. وأيضا كان العم الآخر لشارل السادس جان دوق بيري بمثابة وسيط بين حزب أورليان (الذي سيتحول إلى حزب الأرمانياك) وحزب برغونية الذي سيصعّد من تنافسه شيئًا فشيئًا ليودي إلى في النهاية إلى حرب أهلية حقيقية.
ولمعارضة التوسع الإقليمي في دوقية برغونية، استحوذ دوق أورليان على لوكسمبورغ  عام 1402، في حين حصل لويس دوق أورليان على 90% من دخله من الخزانة الملكية، واشترى أراضي ومعاقل في مقاطعة مارش الشرقية للمملكة التي اعتبرها البرغونيين أرض صيد خاصة لهم، جان الجسور الذي كان يفتقر إلى هيبة والده المتقدة رأى أن السخاء الملكي تجاهه آخذ بالجفاف (كان فيليب يتلقى 200 ألف ليرة سنويًا، بينما كان لزامًا على جان أن يرضى بـ 37 ألفًا).
تزوج دوق أورليان من ابنة جان غالياتسو فيسكونتي والمالك تقريبًا لإقطاعيات في شبه الجزيرة الإيطالية، أراد السماح لشارل السادس التدخل عسكرياً لصالحه. وأكثر من ذلك، يبدو أنه أراد انهيار الهدنة الأنجلو-فرنسية، بل حتى مضى قدمًا نحو تحدي هنري الرابع ملك إنجلترا إلى مبارزة، وهو ما لم يسمح به جان الجسور، إذ أن الصناعة الفلمنكية تعتمد اعتمادًا كليًا على الصوف الإنجليزي المستورد وكانت ستؤول إلى الدمار بسبب حظر توريد السلع الإنجليزية.
احترم النزاع في البداية كل أشكال سلوكيات النبالة: فقد تبنى جان الجسور نبتة القراص شعارًا له، في حين اختار لويس دوق أورليان العصا المُغصّنة، واختار دوق برغونية المِسحج أو الرابو (إذ كان يوزع «المساحج» أو الشارات على مناصريه).